# Església de la Mercé
L'Església parroquial de la Mercé, es troba a la plaça del mateix nom, a l'antic barri de les Barreres, de la ciutat de Xàtiva, a la comarca de La Costera. És un bé inventariat de rellevància local.

## Història
L'església pertanyia a l'antic convent mercedari de Sant Miquel, que arribava fins a més enllà de l'actual carrer dels Hostals on encara queden restes del seu antic claustre i part del seu hort dins d'algunes cases particulars.
Aquest convent es funda dins de l'antic barri de “les Barreres” de Xàtiva, en un camp que es lliurà a l'ordre mercedaria per Bernat de Vilar.
Pere IV d'Aragó “El Cerimoniós” va manar enderrocar el convent perquè no servís de refugi a les tropes unionistes, i més tard va ajudar a la seva reedificació en estil gòtic l'any 1358. Aquest temple va ser incendiat en 1707, amb motiu de la guerra de successió del primer Borbó Felip V, sent reparat posteriorment en 1715 pels mercedarios mitjançant la venda de la Torre de Cerdà, també coneguda com a “Torre dels Frares”, lloc de naixement de Calixte III, sent acabat en 1740 i donant-li ja el nou nom d'Església de la Mercé.
El 17 de febrer de 1821, davant el perill d'esfondrament que oferia el proper Temple Parroquial de Santa Tecla, a causa del terratrèmol del 25 de març de 1728 i de les deterioracions de l'abans esmentada guerra de successió es va traslladar el culte d'aquesta parròquia al Temple de la Mercé.